# Jinjer
Jinjer is een Oekraïense metalband uit Donetsk. Hun stijl wordt meestal omschreven als progressieve metal en metalcore met vele invloeden uit diverse genres. De band werd opgericht in 2008, maar ze beschouwen 2009 als hun eigen oprichting.

## Leden
| Huidige leden - Tetjana "Tati" Sjmajljoek – zang (2010–heden) - Roman Ibramchalilov – gitaar (2010–heden) - Jevhen Abdjoechanov – bas (2011–heden) - Vladislav "Vladi" Oelasevytsj – drums (2016–heden) | Oud-leden - Maksym Fatoellajev – zang (2009) - Vjatsjeslav Ochrymenko – drums (2009–2011) - Oleksandr Kozitsjoek – drums (2011–2013) - Jevhen Mantoelin – drums (2013–2014) - Dmytro Oksen – gitaar (2009–2015) - Dmytro Kim – drums (2014–2016) |

## Discografie
Albums
- Inhale, Do Not Breathe (2012)
- Cloud Factory (2014, heruitgave in 2018)
- King of Everything (2016)
- Macro (2019)
- Wallflowers (2021)
- Duél (2025)

Ep's
- Objects in Mirror Are Closer than They Appear (2009)
- Inhale, Do Not Breathe (2012, re-released in 2013)
- Micro (2019)

### De Zwaarste Lijst
| Nummer | '09* | '10* | '11* | '12* | '13 | '14 | '15 | '16 | '17 | '18 | '19 | '20 | '21 | '22 | '23 | '24 | '25 |
| ------ | ---- | ---- | ---- | ---- | --- | --- | --- | --- | --- | --- | --- | --- | --- | --- | --- | --- | --- |
| Pisces | -    | -    | -    | -    | -   | -   | -   | -   | -   | -   | -   | -   | -   | 61  | 55  | 40  | 65  |

*Tot 2012 had de Zwaarste Lijst 70 plaatsen, dit werd vanaf 2013 veranderd naar 66.